# Solms
|  | Aquest article tracta sobre la localitat a Alemanya. Si cerqueu el botànic alsacià, vegeu «Hermann Maximilian Carl Ludwig Friedrich zu Solms-Laubach». |

Solms és una localitat a uns set km a l'oest de la ciutat Wetzlar al districte rural de Lahn-Dill (Hessen, Alemanya). A la comunitat constituent de Burgsolms una vegada va haver-hi el castell ancestral dels comtes i prínceps de Solms.